# Bambusa nutans
Bambusa nutans är en gräsart som beskrevs av Nathaniel Wallich och William Munro. Bambusa nutans ingår i släktet Bambusa och familjen gräs. Utöver nominatformen finns också underarten B. n. cupulata.